# 平达莫尼扬加巴
平达莫尼扬加巴是巴西圣保罗州的一个市镇。总面积730.2平方公里，总人口143737人，人口密度196.8人/平方公里。

## 著名出身者
- 安田良治（1922年生，巴西聯邦政府首位日本裔部長）
- 熱拉爾多·奧克明（英语：Geraldo Alckmin）（1952年生，第31及35屆聖保羅州州長）
- 西羅·戈麥斯（英语：Ciro Gomes）（1957年生，巴西社會民主黨創黨元老之一）